# میشل دی جانسون
میشل دی جانسون (انگلیسی: Michelle D. Johnson؛ زادهٔ c. ۱۹۵۹ (۶۵–۶۶ سال)) فرد نظامی اهل ایالات متحده آمریکا است.
وی همچنین برندهٔ جوایزی همچون بورسیه رودز شده‌است.